# Labeo umbratus
Labeo umbratus е вид лъчеперка от семейство Шаранови (Cyprinidae). Видът не е застрашен от изчезване.

## Разпространение и местообитание
Разпространен е в Лесото, Намибия и Южна Африка (Гаутенг, Западен Кейп, Източен Кейп, Мпумаланга, Северен Кейп, Северозападна провинция и Фрайстат).
Обитава сладководни басейни и реки.

## Описание
На дължина достигат до 50 cm, а теглото им е максимум 2853 g.